# Tărâmul orbilor
Tărâmul orbilor (titlu original: Land of the Blind) este un film americano-britanic  distopic din 2006 scris și regizat de Robert Edwards. Rolurile principale au fost interpretate de actorii Ralph Fiennes și Donald Sutherland.

## Distribuție
- Ralph Fiennes - Joe
- Donald Sutherland - John Thorne (mai târziu Chairman Thorne)
- Tom Hollander - Președintele Maximilian II (a.k.a. "Junior")
- Lara Flynn Boyle - Prima Doamnă Josephine
- Marc Warren - Pool